# Nafion
Nafion é um fluoropolímero-copolímero baseado em tetrafluoroetileno sulfonado descoberto no final dos anos 1960 por Walther Grot de DuPont.